# 23504 Haneda
23504 Haneda (1992 EX) là một tiểu hành tinh vành đai chính được phát hiện ngày 7 tháng 3 năm 1992 bởi T. Seki ở Geisei.